# Apteroblatta flavilatera
Apteroblatta flavilatera är en kackerlacksart som beskrevs av Lucien Chopard 1945. Apteroblatta flavilatera ingår i släktet Apteroblatta och familjen småkackerlackor.
Artens utbredningsområde är Kamerun. Inga underarter finns listade i Catalogue of Life.